# Spinoplon inusitatum
Spinoplon inusitatum là một loài bọ cánh cứng trong họ Cerambycidae.